# Tombigbee
Tombigbee (ang. Tombigbee River) – rzeka w południowych USA, w stanach Alabama i Missisipi, o długości 230 km oraz powierzchni dorzecza 54 600 km². Źródła rzeki znajdują się w stanie Missisipi. Na terenie stanu Alabama  łączy się z rzeką Alabama, dając początek rzece Mobile. Nazwa rzeki pochodzi od słów w języku Czoktawów.
Główne dopływy rzeki to Black Warrior, Sucarnoochee, Buttahatchee i Noxubee.
Większe miasta nad rzeką to Aberdeen, Columbus i Demopolis.
Rzeka Tombigbee jest wykorzystywana do produkcji energii elektrycznej oraz w żegludze.